# Rhaphidostichum schwaneckeanum
Rhaphidostichum schwaneckeanum är en bladmossart som beskrevs av Brotherus 1925. Rhaphidostichum schwaneckeanum ingår i släktet Rhaphidostichum och familjen Sematophyllaceae. Inga underarter finns listade i Catalogue of Life.